# Volunteer Emotional Support Helplines
VESH (ang. Volunteer Emotional Support Helplines) – międzynarodowa sieć telefonów zaufania złożona z trzech największych organizacji świadczących tego rodzaju usługi:
- Befrienders Worldwide (Samarytanie) z siedzibą główna w Wielkiej Brytanii i centrami w 38 krajach
- IFOTES z siedzibą główną w Szwajcarii i centrami w 28 krajach
- Lifeline z siedzibą główną w Afryce Południowej i centrami w 19 krajach

Celem VESH jest jednoczenie tych organizacji i rozwijanie ich współpracy na międzynarodowym poziomie. Obecnie posiada 1200 centrów oraz 100 000 wolontariuszy i oferuje całodobową możliwość bycia wysłuchanym przez ludzi w dystresie (a szczególnie tych z myślami/zamiarami samobójczymi), bez osądzania ich i doradzania. Tego rodzaju pomoc jest świadczona anonimowo.
Do wspólnych celów VESH należą:
- promowanie dobrych praktyk w pomocy telefonicznej
- ułatwienie przepływu informacji pomiędzy członkami sieci jak również na zewnątrz
- reprezentacja doświadczeń wolontariuszy na poziomie międzynarodowym
- rozwój nowych filii i form świadczenia pomocy w obszarach, gdzie jest to potrzebne
- promocja umiejętności komunikacyjnych, które przyczyniają się do zdrowia psychicznego